# جون كراوتش
جون كراوتش (بالإنجليزية: John Crouch)‏ (1793 - 1 أغسطس 1858) هو لاعب كريكت بريطاني (وحمل سابقاً جنسية المملكة المتحدة لبريطانيا العظمى وأيرلندا ومملكة بريطانيا العظمى).